# Suometar (journal)
Suometar est un journal fondé par les étudiants fennomanes à Helsinki et publié de 1847 à 1866.

## Étymologie
Suometar est un nom formé de Suomi et du suffixe féminin tar.
En finnois ancien il signifiait femme finnoise, c'est aussi un prénom féminin rare.

## Histoire
À ses débuts, August Ahlqvist, Paavo Tikkanen, David Emmanuel Daniel Europaeus et Antero Warelius souhaitent en faire un journal pour les élites.
À partir de 1851, il devient un journal populaire dont les billets de la campagne informent des événements d'autres régions de Finlande.
Sa diffusion est de 258 (1847), 4 600 (1856), 860 (1866) exemplaires.
En 1854, la Guerre de Crimée a des répercussions en Finlande.
Les autorités de censure autorisent Suometar à diffuser des nouvelles de guerre et la diffusion s'accroit.
Dans les années 1860, Yrjö Sakari Yrjö-Koskinen fonde les Jeunes fennomanes (fi) qui quittent Suometar à cause de sa ligne jugée trop prudente.
Ils fondent alors le journal concurrent Helsingin Uutiset (fi) (1862-63) et la diffusion de Suometar baisse.
En 1866, le journal arrête sa publication à cause des dettes accumulées.
Yrjö Sakari Yrjö-Koskinen lance alors Uusi Suometar signifiant la nouvelle Suometar.